# Zinc natiu
El zinc natiu és un mineral de la classe dels elements natius.

## Característiques
El zinc natiu és l'ocurrència natural del zinc, de fórmula química Zn. Cristal·litza en el sistema hexagonal. Es troba en forma de plaques irregulars de pocs mil·límetres amb estries ratllades i superfícies en forma de monticles. La seva duresa a l'escala de Mohs és 2.
Segons la classificació de Nickel-Strunz, el zinc pertany a «01.AB - Metalls i aliatges de metalls, família zinc-coure» juntament amb els següents minerals: cadmi, reni, titani, danbaïta, zhanghengita, α-llautó, tongxinita i zinccopperita, així com de tres espècies més encara sense nom definitiu.

## Formació i jaciments
Va ser descoberta l'any 1651 a la mina Dulcinea de Llampos, a Cachiyuyo de Llampos (Regió d'Atacama, Xile). Se n'ha trobat a diversos indrets més, incloent diversos països al llarg de tot el planeta, l'oceà Atlàntic i la Lluna.